# Lee Soyoung
 (janvier 2024).
La mise en forme du texte ne suit pas les recommandations de Wikipédia : il faut le « wikifier ».
Les points d'amélioration suivants sont les cas les plus fréquents. Le détail des points à revoir est peut-être précisé sur la page de discussion.
- Les titres sont pré-formatés par le logiciel. Ils ne sont ni en capitales, ni en gras.
- Le texte ne doit pas être écrit en capitales (les noms de famille non plus), ni en gras, ni en italique, ni en « petit »…
- Le gras n'est utilisé que pour surligner le titre de l'article dans l'introduction, une seule fois.
- L'italique est rarement utilisé : mots en langue étrangère, titres d'œuvres, noms de bateaux, etc.
- Les citations ne sont pas en italique mais en corps de texte normal. Elles sont entourées par des guillemets français : « et ».
- Les listes à puces sont à éviter, des paragraphes rédigés étant largement préférés. Les tableaux sont à réserver à la présentation de données structurées (résultats, etc.).
- Les appels de note de bas de page (petits chiffres en exposant, introduits par l'outil «  Source ») sont à placer entre la fin de phrase et le point final[comme ça].
- Les liens internes (vers d'autres articles de Wikipédia) sont à choisir avec parcimonie. Créez des liens vers des articles approfondissant le sujet. Les termes génériques sans rapport avec le sujet sont à éviter, ainsi que les répétitions de liens vers un même terme.
- Les liens externes sont à placer uniquement dans une section « Liens externes », à la fin de l'article. Ces liens sont à choisir avec parcimonie suivant les règles définies. Si un lien sert de source à l'article, son insertion dans le texte est à faire par les notes de bas de page.
- La présentation des références doit suivre les conventions bibliographiques. Il est recommandé d'utiliser les modèles {{Ouvrage}}, {{Chapitre}}, {{Article}}, {{Lien web}} et/ou {{Bibliographie}}. Le mode d'édition visuel peut mettre en forme automatiquement les références.
- Insérer une infobox (cadre d'informations à droite) n'est pas obligatoire pour parachever la mise en page.

Pour une aide détaillée, merci de consulter Aide:Wikification.
Si vous pensez que ces points ont été résolus, vous pouvez retirer ce bandeau et améliorer la mise en forme d'un autre article.
 (janvier 2024).
Lee Soyoung est une autrice-illustratrice sud-coréenne de livres pour la jeunesse.

## Biographie
Lee Soyung a obtenu une licence de design à l’Université Nationale de Séoul, puis le Diplôme supérieur des arts appliqués (DSAA) de l’École nationale supérieure des arts appliqués et des métiers d'art de Paris. Après avoir fini ses études, elle a travaillé comme graphiste pendant cinq ans en Corée du Sud.
Avec son album Au-delà des ombres (original : geurimja neomeo), elle a été retenue pour l’« Illustrateur de l’année » à la foire du livre de jeunesse de Bologne 2014. Son livre, Ian, le garçon bleu (original : paran ai ian), a été sélectionné pour le catalogue 2018 de livres pour enfants en situation de handicap de l’Union Internationale du livre de jeunesse (IBBY). Fantôme de cheminée (original : gulttuk gwisin) et L’été (original : yeoreum,) ont été respectivement présentés comme candidats coréens pour les éditions 2019 et 2021 de la Biennale d'illustration de Bratislava. L’été (original : yeoreum,) a également été retenu pour la sélection White Ravens 2021. 

## Œuvres

### Autrice-illustratrice
- Courage, petite taupe, éditions des éléphants (France), 2023, ISBN, 978-2372731447[1]
- Bonjour, mon Loulou (original : annyeong naui ruru), Sigong Junior (Corée du Sud), 2022,  (ISBN 9791169252959)
- Ce n’est pas grave, mon crapaud, éditions des éléphants (France), 2021[4],  (ISBN 978-2-37273-100-3)
- 괜찮아, 나의 두꺼비야, Gloyeon (Corée du Sud), 2022,  (ISBN 9788992704915)
- 沒關係! 我親愛的小蛤蟆, 新蕾出版社 (Chine), 2023,  (ISBN 9787530774465)
- Quand arrive l’hiver (original : gyeoul byeol), Gloyeon (Corée du Sud), 2021,  (ISBN 9788992704885)
- Quand arrive l’hiver, éditions de l’élan vert (France), 2022,  (ISBN 9782844556943)[5]
- Soyung Lee, Ici, ensemble et maintenant, Éditions Thierry Magnier, 2020 (ISBN 979-10-352-0326-9)[6]
- 여기, 지금, 함께, SunTree Books (Corée du Sud), 2021,  (ISBN 9788962682151)
- L’été, (original : yeoreum,), Gloyeon (Corée du Sud), 2020,  (ISBN 9788992704762)
- Le vent (original : baram), NC Cultural Foundation (Corée du Sud), 2020,  (ISBN 9791196368210)
- Fantôme de cheminée (original : gulttuk gwisin), NCSOFT (Corée du Sud), 2019,  (ISBN 9791187286103)
- Ian, le garçon bleu (original : paran ai ian), Sigong Junior (Corée du Sud), 2017,  (ISBN 9788952785930)
- 蓝孩儿小安, 北京联合出版公司 (Chine), 2021[7],  (ISBN 9787559654052)
- Au-delà des ombres (original : geurimja neomeo), Gloyeon (Corée du Sud), 2014,  (ISBN 9788992704564)

### Illustratrice
- La maison d’un peintre : musée d’art Park No-soo (original : hwagaui jip, parknosoo misulgwan), texte de Song Hee-Kyeong, Yeonrip Seoga (Corée du Sud), 2023,  (ISBN 9791197758676)
- La jalousie toute rouge (original : saeppalgan jiltu), texte de Cho Zion, Noransangsang (Corée du Sud), 2023,  (ISBN 9791191667899)
- Nous, treize ans (original : yeolse sal urineun), texte de Moon Kyoung Min, WooriSchool (Corée du Sud), 2023,  (ISBN 9791167550903)
- Un hiver perdu (original : ireobeorin gyeoul), texte de Jeon Chaelin, Goraebaetsok (Corée du Sud), 2022,  (ISBN 9791190747912)
- À peine 364 jours (original : gojakaeya 364il), texte de Hwang Sun-mi, Image (Corée du Sud), 2022,  (ISBN 9791189044473)
- Chez l’opticien Cœur (original : maeum angyeongjeom), texte de Cho Zion, Seedbook (Corée du Sud), 2021,  (ISBN 9791160514223)
- Connaître doucement (original : cheoncheonhi annyeong), texte de Go Jae-hyeon, Changbi (Corée du Sud), 2021,  (ISBN 9788936443146)
- Le dépanneur (original : pyeonuijeom), texte de Lee Young-ah, Goraebaetsok (Corée du Sud), 2020,  (ISBN 9791190747059)
- Voudriez-vous entrer dans un monde parfait ? (original : wanbyeokan segyee ipjanghasigetseumnikka), texte de Park Hyeon-sook, Salimbooks (Corée du Sud), 2020,  (ISBN 9788952242402)
- L’enfant au bois dormant (original : jamjaneun supsogui ai), texte de Park Hye-seon, SunTree Books (Corée du Sud), 2020,  (ISBN 9788962682007)
- L’amie au sifflement (original : hwiparam chingu), texte de Choo Soo-jin, Samtoh (Corée du Sud), 2019,  (ISBN 9788946472983)

## Prix et distinctions
- 2023 : Lauréate du prix Tatoulu Jaune (catégorie : albums à partir de 5 ans), pour Ce n'est pas grave, mon crapaud[8],[9]
- 2023 : Lauréate du prix Livrentête (catégorie : albums à partir de 5 ans), pour Ce n'est pas grave, mon crapaud[10]
- 2022 : Finaliste de AOI World Illustration Awards, pour Quand arrive l’hiver (original : gyeoul byeol)
- 2021 : Prix Millepages, pour Ce n'est pas grave, mon crapaud[11]
- 2021 : Sélection White Ravens, pour L’été (original : yeoreum,)
- 2021 : Candidate coréenne à la Biennale d'illustration de Bratislava, pour L’été (original : yeoreum,)
- 2019 : Candidate coréenne à la Biennale d’illustration de Bratislava, pour Fantôme de cheminée (original : gulttuk gwisin)
- 2018 : Sélectionnée pour le catalogue 2018 de livres pour enfants en état de handicap de l’Union Internationale du livre de jeunesse (IBBY ), pour Ian, le garçon bleu (original : paran ai ian)
- 2014 : Sélectionnée pour l’« Illustrateur de l’année » à la foire du livre de jeunesse de Bologne, pour Au-delà des ombres (original : geurimja neomeo)